# Коэффициент размножения нейтронов
Коэффициент размножения нейтронов — отношение числа нейтронов последующего поколения к числу нейтронов в предшествующем поколении во всём объеме размножающей нейтронной среды (активной зоны ядерного реактора). Коэффициент размножения нейтронов для тепловых реакторов в бесконечной среде может быть найден с помощью формулы четырёх сомножителей:
{\displaystyle k_{0}=\mu \phi \theta \eta }, где
- {\displaystyle \mu } — коэффициент размножения на быстрых нейтронах;
- {\displaystyle \phi } — вероятность избежать резонансного захвата;
- {\displaystyle \theta } — коэффициент использования тепловых нейтронов;
- {\displaystyle \eta } — выход нейтронов на одно поглощение.

Эффективный коэффициент размножения нейтронов {\displaystyle k} для активной зоны конечных размеров:
{\displaystyle k=k_{0}w}, где {\displaystyle w} — доля нейтронов, поглощённых в активной зоне реактора, от полного числа образующихся в реакторе (или вероятность для нейтрона избежать утечки из конечного объёма активной зоны).

## Общие сведения
В основе работы реактора лежит размножение частиц — нейтронов. Величина коэффициента размножения показывает, как изменяется полное число нейтронов в объёме активной зоны за время среднего цикла обращения нейтрона.
Каждый нейтрон, участвующий в цепной реакции, проходит несколько этапов: рождение в реакции деления, свободное состояние, и далее — либо потеря, либо вызов нового деления и рождения новых нейтронов.
Критическое состояние реактора характеризуется значением {\displaystyle k=1}. Если {\displaystyle k<1}, то состояние делящегося вещества считается подкритическим, а цепная реакция быстро затухает. В случае, если в начале процесса свободных нейтронов не было, цепная реакция не может возникнуть вообще. Состояние вещества при {\displaystyle k>1} называется надкритическим, а цепная реакция быстро нарастает. Нарастание продолжается, пока по каким-либо причинам {\displaystyle k} не уменьшится до 1 или ниже.
В реальных веществах тяжелые ядра могут делиться самопроизвольно, поэтому небольшое количество свободных нейтронов есть всегда, и короткие цепные реакции протекают в делящемся веществе постоянно. Также такие реакции могут быть запущены частицами, приходящими из космоса. По этой причине, как только {\displaystyle k} превышает единицу — например, достигается необходимая критическая масса — процесс лавинообразного развития цепной реакции запускается немедленно.

## Ядерный реактор
Основная статья:  Ядерный реактор
Контролируемая реакция цепного деления ядер используется в ядерных реакторах. В процессе работы реактора делящееся вещество поддерживается в критическом состоянии с помощью введения в активную зону дополнительного количества делящегося вещества, либо увеличения объема веществ, поглощающих нейтроны. Часть реактора, в которой происходит процесс выделения энергии от цепных реакций деления ядер, называется активной зоной.

## Развитие цепной реакции деления во времени
Изменение числа нейтронов в некритическом реакторе можно найти по формуле:
{\displaystyle {{dn} \over {dt}}={{n(k-1)} \over {\tau }}} (2)
где {\displaystyle \tau } — время нейтронного цикла.
То есть, если в какой-то момент времени в реакторе есть {\displaystyle n} нейтронов, то через время {\displaystyle \tau } их количество будет равно {\displaystyle kn}, а разница составит {\displaystyle (kn-n)=n(k-1)}.Решение уравнения (2) даёт зависимость числа нейтронов от времени:
{\displaystyle n(t)=n_{0}\exp {\left({{k-1} \over {\tau }}\,t\right)}} (3)
где {\displaystyle n_{0}} — число нейтронов в момент {\displaystyle t=0}.

### В реакторе
Для реакторов на тепловых нейтронах время нейтронного цикла достигает {\displaystyle \tau =10^{-3}} секунд. Если принять {\displaystyle k=1{,}01}, то всего через секунду количество нейтронов возрастёт в {\displaystyle {{n(1)} \over {n_{0}}}={\exp {{0{,}01} \over {0,001}}}=e^{10}\approx 20000} раз, как и выделение энергии в реакторе. Для реальных реакторов эта оценка является несколько завышенной, так как не учитывает запаздывание нейтронов.

### При взрыве
Для чистых делящихся веществ время нейтронного цикла имеет порядок {\displaystyle 10^{-8}} секунд. При {\displaystyle k=1{,}1} количество нейтронов за это время увеличивается в {\displaystyle 10^{26}} раз. Например, в случае урана при данном {\displaystyle k} через 6 микросекунд после начала реакции делению подвергнется примерно 40 кг вещества, а за 6 миллисекунд это число составит уже 400 кг. Такое быстрое нарастание деления будет сопровождаться огромным выбросом энергии, что приведёт к ядерному взрыву. Энергия, выделяющаяся при делении 1 кг урана, равна энергии, получаемой при взрыве 20 000 тонн тринитротолуола.

## Нейтронный цикл и вывод формулы четырёх сомножителей
Рассмотрим циклический процесс увеличения числа нейтронов в реакторе, работающем на топливе из 235U и 238U.
Допустим, некоторое количество тепловых нейтронов в активной зоне вызвали деление ядер 235U, в результате чего появилось {\displaystyle n} быстрых нейтронов текущего поколения. Быстрые нейтроны, в отличие от тепловых, чрезвычайно редко взаимодействуют с ядрами 235U, но часто приводят к делению ядер 238U, приводя к возникновению ещё большего количества быстрых нейтронов. Фактор, показывающий, во сколько раз число нейтронов, полученных при делении ядер 235U, увеличивается за счёт деления ядер 238U, называется коэффициентом размножения на быстрых нейтронах {\displaystyle \mu }. С учётом этого, число быстрых нейтронов становится равным {\displaystyle n\mu }.
Быстрые нейтроны теряют энергию в замедлителях реактора. Нейтрон во время этого процесса может быть поглощён ядром атома какого-либо вещества, не вызвав деления этого ядра. Количественно этот эффект характеризуется вероятностью избежания резонансного захвата {\displaystyle \phi }. Обычно резонансный захват происходит на веществах, отличных от основного делящегося элемента, поэтому наличие таких веществ в активной зоне стараются свести к минимуму. Вещества, обладающие заметным резонансным захватом, нарабатываются и прямо в процессе работы реактора — например, 239Pu и 240Pu.
Нейтроны, избежавшие резонансного захвата, после потери энергии в замедлителях становятся тепловыми; их количество равно {\displaystyle n\mu \phi }. Часть нейтронов захватывается веществами-поглотителями нейтронов, с помощью которых осуществляется управление реактором. Оставшаяся часть участвует в делении ядер 235U. Доля тепловых нейтронов, участвующих в делении, называется коэффициентом использования тепловых нейтронов {\displaystyle \theta }. На каждый тепловой нейтрон, «затраченный» на запуск деления ядра, выделяется в среднем {\displaystyle \eta } быстрых нейтронов уже следующего поколения — таким образом, цикл на этом замыкается, и общее количество нейтронов следующего поколения можно найти как произведение {\displaystyle n\mu \phi \theta \eta }.
Таким образом, по определению коэффициента размножения нейтронов, его значение {\displaystyle k_{0}} равно:
{\displaystyle k_{0}={n\mu \phi \theta \eta  \over n}=\mu \phi \theta \eta }.